# Ceratophytum
Ceratophytum é um género botânico pertencente à família Bignoniaceae.

## Espécies
- Ceratophytum brachycarpum
- Ceratophytum capricorne
- Ceratophytum tetragonolobum
- Ceratophytum tobagense